# Seocho-gu
Seocho-gu (hangul: 서초구) är ett av de 25 stadsdistrikten (gu) i Sydkoreas huvudstad Seoul.
Det är ett populärt bostadsområde för överklassens invånare i Seoul. 

## Administrativ indelning
Distriktet är indelat i 18 administrativa stadsdelar (dong):
Bangbae 1-dong,
Bangbae 2-dong,
Bangbae 3-dong,
Bangbae 4-dong,
Bangbaebon-don,
Banpo 1-dong,
Banpo 2-dong,
Banpo 3-dong,
Banpo 4-dong,
Banpobon-dong,
Jamwon-dong,
Naegok-dong,
Seocho 1-dong,
Seocho 2-dong,
Seocho 3-dong,
Seocho 4-dong,
Yangjae 1-dong och
Yangjae 2-dong.